# Anita Barone
Anita Barone (n. 25 septembrie 1964 în St. Louis, Missouri) este o actriță americană.

## Filmografie
- The Rosary Murders (1987) - Irene Jimenez
- Ricochet (1991) - Waitress
- The Takeover (1995) - Cindy Lane
- Just Friends (1996) - Rebecca
- Running Time (1997) - Janie
- Just Write (1997) -
- Dream With the Fishes (1997) - Mary
- Santa's Little Helper (1999) - Cindy
- The Sex Monster (1999) - Carol
- Buttleman (2002) - Wendy Blitzer
- One Last Ride (2003) - Gina

## Seriale
- Friends (1994) - Carol Willick
- Seinfeld (1993) - Gail Cunningham
- The Jeff Foxworthy Show (1995-2006)
- Daddio (2000) - Linda Woods
- The War at Home (2005-2007) - Vicky Gold
- Totul pentru dans (2010) - prezent Georgia Jones